# Eine sachliche Romanze
Eine sachliche Romanze ist ein britisches Filmdrama von Mike Newell aus dem Jahr 1995.

## Handlung
Im Liverpool des Jahres 1941 erlebt das Mädchen Stella die Bombardierung der Stadt und klatscht begeistert in die Hände, da sie die Zusammenhänge nicht versteht. Sechs Jahre später lebt sie bei ihrem Onkel Vernon und ihrer Tante Lily. Sie nimmt Sprechunterricht und will Schauspielerin werden. Die 16-Jährige hat noch nicht viel erlebt, keine Erfahrung mit Männern und ist von einer naiven Direktheit. Sie spricht bei Meredith Potter vor, dem exzentrischen Leiter eines heruntergekommenen Liverpooler Theaters, der sie trotz fehlenden schauspielerischen Talents als Lehrling einstellt. Stella hilft bei den Bühnenbauten, säubert nach den Vorstellungen die Garderoben und erledigt für Potter, in den sie sich verliebt, Botengänge, darunter an Potters scheinbar große Liebe Hillary.
Stella erlebt die kleinen Intrigen und großen Tragödien hinter der Bühne. Sie erfährt vom fast schon legendenumwobenen Schauspieler P.L. O’Hara, der sich von der Bühne zurückgezogen hat, seit er einst eine junge Frau schwängerte, die verschwand und die er nie wiederfinden konnte. Sie sieht die Probleme der alkoholkranken Darstellerin Dawn, die schließlich von Potter entlassen wird. Und sie wird von einem Reporter begehrt, kann mit seinen Annäherungsversuchen jedoch nichts anfangen und ist irritiert und verstört. Gleichzeitig beginnt sie zu ahnen, dass Potter auf junge Männer steht und der versucht, Lehrling Geoffrey zu verführen. Der lehnt seine Annäherungsversuche zunächst ab, verfällt Potter dann jedoch, nur um von ihm ignoriert zu werden. Geoffrey beginnt, unter der unerwiderten Liebe zu leiden.
Bei einer Aufführung bricht sich der Hauptdarsteller das Bein. Als Ersatz vor allem für das nächste Stück Peter Pan, in dem der nun verletzte Darsteller die Rolle des Captain Hook übernehmen sollte, wird auf Anraten von Theater-Buchhalterin Rose P.L. O’Hara ans Theater geholt. O’Hara ist von Stellas Anblick gefesselt, glaubt er doch, sie bereits gesehen zu haben. Er küsst sie eines Abends und beide schlafen miteinander, wobei O’Hara Stella „Stella Maris“ nennt – ein Name, den sich seine nun verschollene Geliebte einst selbst gab. Stella macht vor O’Hara klar, dass sie Potter liebt, sieht die Beziehung zu O’Hara aber sachlich als gut an, da sie so Erfahrung in Liebesdingen sammeln kann. O’Hara ist ob ihrer Direktheit und Unbekümmertheit immer wieder verblüfft.
Von Kollegen darum gebeten, stellt O’Hara Potter wegen seines Verhaltens gegenüber Geoffrey zur Rede, den er besser in Ruhe lassen solle. Potter droht O’Hara damit, dass Unzucht mit Minderjährigen (gemeint ist Stella) viel schwerwiegender sei. O’Hara macht Stella klar, dass Potter kein Mann für sie ist, da er junge Männer benutze, so habe er auch Hillary, einen 18-Jährigen vom Theater, schnell fallengelassen. Stella wirft O’Hara vor, eifersüchtig zu sein und Potter nur schaden zu wollen.
O’Hara sucht Onkel Vernon auf und erfährt von ihm, dass Stellas Mutter die Familie vor dem Krieg verlassen hatte und schwanger zurückkehrte. Sie gab das Kind ab und verschwand erneut. Niemand wisse, wo sie sei. O’Hara erkennt in Fotografien seine verschollene Geliebte – Stella ist seine eigene Tochter, obwohl er stets dachte, dass er Vater eines Sohnes sei und so seine eigene Geschichte weitergehen werde. Verzweifelt fährt O’Hara zum Hafen. Er stürzt, fällt ohnmächtig ins Meer und ertrinkt. Im Theater springt Potter als Captain Hook ein; bald macht die Rede von O’Haras Tod die Runde. Potters Assistent Bunny findet in O’Haras Zimmer einen Brief, in dem O’Hara Potter anklagt und ankündigt, gegen dessen Verhalten Geoffrey gegenüber tätig zu werden. Er zerreißt den Brief. Obwohl Potter dagegen ist, wird Rose wiederum alles an die Presse bringen, da es gut fürs Geschäft sei.
Am Ende sieht man eine geistig verwirrte Stella, die in einer Telefonzelle die Zeitansage anruft und ihr alles beichtet. Es stellt sich heraus, dass ihre Mutter einst einen Wettbewerb gewann und damit die Stimme dieser Ansage ist.

## Produktion

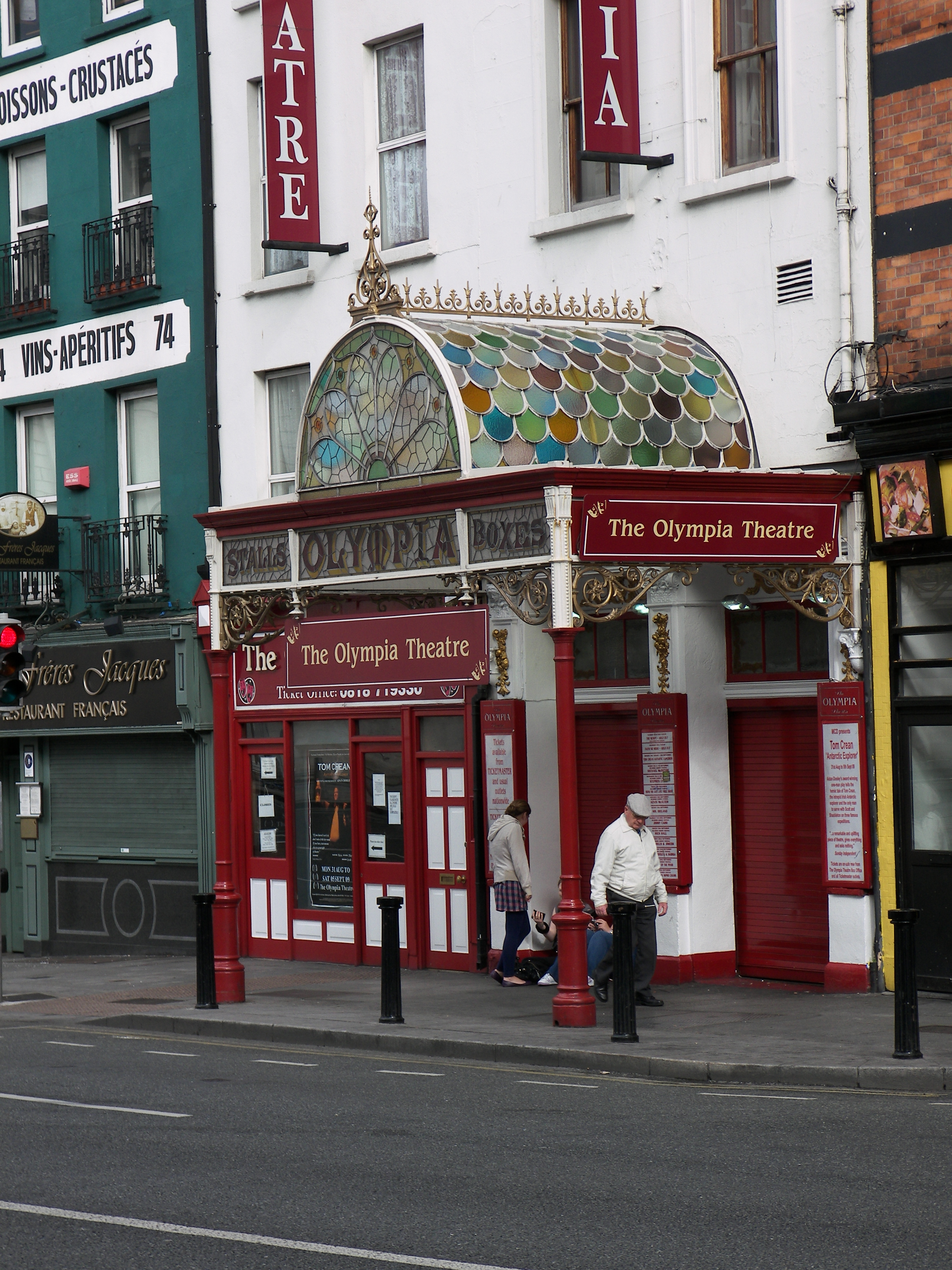
Olympia Theatre in Dublin, ein Drehort des Films

Eine sachliche Romanze beruht auf dem gleichnamigen Roman von Beryl Bainbridge. Der Originaltitel von Buch und Film, An Awfully Big Adventure, bezieht sich ironisch auf eine Zeile aus dem Stück Peter Pan, die Peter Pan spricht: „To die will be an awfully big adventure“ („Sterben wird ein schrecklich großes Abenteuer sein“). Der deutsche Verleihtitel wiederum zitiert den Titel eines der bekanntesten Gedichte von Erich Kästner, obwohl der Filmplot weder zu Kästner noch zum Inhalt des Gedichts in irgendeinem Bezug steht. 
Die Produktionskosten des Films beliefen sich auf rund 3,2 Millionen Dollar. Die Dreharbeiten fanden in Dublin statt, der Drehort für die Theaterszenen war das dortige Olympia Theatre. Die Kostüme schuf Joan Bergin, die Filmbauten stammen von Mark Geraghty.
Eine sachliche Romanze lief im April 1995 in den britischen Kinos an. In Deutschland kam der Film am 11. Mai 1995 in die Kinos und erschien am 15. November 1995 auf Video.

## Synchronisation
| Rolle             | Darsteller     | Synchronsprecher |
| ----------------- | -------------- | ---------------- |
| P.L. O’Hara       | Alan Rickman   | Lutz Mackensy    |
| Meredith Potter   | Hugh Grant     | Uwe Büschken     |
| Geoffrey          | Alan Cox       | Andreas Fröhlich |
| Desmond Fairchild | Clive Merrison | Norbert Gescher  |

## Kritik
Der erste Film Newells nach seinem großen Erfolg Vier Hochzeiten und ein Todesfall – die Dreharbeiten zu Eine sachliche Romanze hatten bereits begonnen, bevor sich der große Erfolg abzeichnete – irritierte vielfach Publikum und Kritik. Der Film sei „starker Tobak für Freunde der leichten Unterhaltung, die in dem Briten [Newell] schon den künftigen Komödien-Regisseur gesehen hatten“, schrieb Der Tagesspiegel. Auch die Besetzung von Hugh Grant, der in Vier Hochzeiten und ein Todesfall als Charmeur bekannt wurde, widersprach den Erwartungen: Er spiele „einen launischen Theaterregisseur, der seine Homosexualität hinter einer Maske aus Zynismus versteckt.“ „Grant verprellt vorsätzlich seine Fans und spielt einen zynischen, schwulen Theater-Regisseur, der skrupellos die Zuneigung einer verliebten Anfängerin mißbraucht“, schrieb Der Spiegel. „Die den romantischen Hochzeiten folgenden Flitterwochen läßt Newell nun mit Ernüchterung erfüllt sein, und er weiß auch sehr genau, daß er damit Überraschung und Irritation bei seinen Zuschauern auslöst“, so die Süddeutsche Zeitung.
Für den film-dienst war Eine sachliche Romanze eine Verfilmung, die ein „düsteres Bild der […] Theaterwelt zeichnet. Indem er die Schicksale seiner Figuren in der Schwebe hält, verfällt er nicht in Pessimismus“. Der Film sei „[d]ynamisch, aber zurückhaltend inszeniert und schauspielerisch beeindruckend.“
Prisma schrieb, „Regisseur Mike Newell […] inszenierte dieses Melodram mit tragikomischen Elementen“, in dem „Grant […] gekonnt einen Unsympathen“ spielt und Georgina Cates […] „in ihrer ersten großen Rolle als junges Mädchen [überzeugt], das durch die für es neue Welt zunächst völlig verwirrt ist“.
Der Film sei eine „verzwickte, schmerzhafte, eine spröde und melancholische Entwicklungsgeschichte über Jung-Stella, die in Liverpool lebt und Schauspielerin werden möchte“, so die Süddeutsche Zeitung.
Kino.de fand, das Werk sei eine „schwermütige und tragische Geschichte über das schmerzhafte Erwachsenwerden eines Backfisches im Nachkriegsengland“. Das Schicksal des Mädchens, „das in der muffigen Enge des Vorstadttheaters die große Welt entdeckt zu haben glaubt“, werde „sehr eindringlich, aber auch etwas monoton [ge]schildert“. „Als Porträt einer moralisch bankrotten Zeit und deprimierende Hommage an die ‚Freuden‘ des Theaters kann ‚Eine sachliche Romanze‘ durchaus überzeugen.“
Der Spiegel nannte den Film ein „Verquastes Künstler-Drama“, das sich „in bedeutungsschweren Details [verzettelt]“. Für den Focus war der Film ein „grauenhaft sentimentale[s] Liebesmelodram“. „Newell versucht mit vielen falschen Mitteln, verschiedene Ebenen seiner weit verzweigten Handlung zu finden. […] Mit augenzwinkerndem Abstand ließe sich die rückwärtsgewandte Schmonzette verkraften. Sonst bleibt sie Humbug, an dem sich Newell schwer verhob“, schrieben die Nürnberger Nachrichten.

## Auszeichnungen
Auf dem Internationalen Filmfestival Karlovy Vary wurde Eine sachliche Romanze 1995 für den Kristallglobus nominiert. Georgina Cates erhielt 1996 beim London Critics’ Circle Film Award eine Nominierung als Schauspielerin des Jahres.